# Страдомно
Страдомно (пол. Stradomno, нім. Stradem) — село в Польщі, у гміні Ілава Ілавського повіту Вармінсько-Мазурського воєводства.
Населення — 323 особи (2011).
У 1975-1998 роках село належало до Ольштинського воєводства.

## Демографія
Демографічна структура станом на 31 березня 2011 року:
|          | Загалом | Допрацездатний вік | Працездатний вік | Постпрацездатний вік |
| -------- | ------- | ------------------ | ---------------- | -------------------- |
| Чоловіки | 158     | 39                 | 112              | 7                    |
| Жінки    | 165     | 46                 | 94               | 25                   |
| Разом    | 323     | 85                 | 206              | 32                   |